# 慕容仪
慕容仪，字辅贤，唐代女性人物，祖籍昌黎郡昌黎县，为吐谷浑王族后裔。
其曾祖父为吐谷浑末代国王慕容诺曷钵，祖父骠骑大将军、青海国王慕容忠，父亲左豹韬卫员外大将军、青海国王慕容宣超。约出生于武周年间，嫁给左武卫大将军、交河郡王麴崇裕。麴崇裕是天山县公麴智湛的儿子，高昌国王麴文泰的孙子。她被封为交河郡夫人。她的儿子麴嵩为朝议郎、太仆卿、左武卫大将军、荣国公。约在安史之乱时去世，葬于金城郡榆中县祖坟，1973年8月在今甘肃省榆中县兴隆山峡口、薄寒山北原的朱家湾村发现她的墓地，墓室为青砖拱形窑洞。